# Болдклуббен 1909
«Болдклуббен 1909» (дан. Boldklubben 1909) — данський футбольний клуб з міста Оденсе.

## Історія
Заснований 14 вересня 1909 року. В елітному дивізіоні данського футболу провів 26 сезонів (останній — 1992/93).
Найбільше матчів у збірній Данії провели: Йон Даніельсен (27) і Ерлінг Ларсен (20).
У 2006 році об'єднався з Б-1913 і «Далумом» в один клуб під назвою «Фюн».

## Досягнення
- Чемпіонат Данії

Чемпіон (2): 1959, 1964
Третє місце (1): 1952
- Кубок Данії

Володар (2): 1962, 1971
Фіналіст (1): 1977